# Veiling

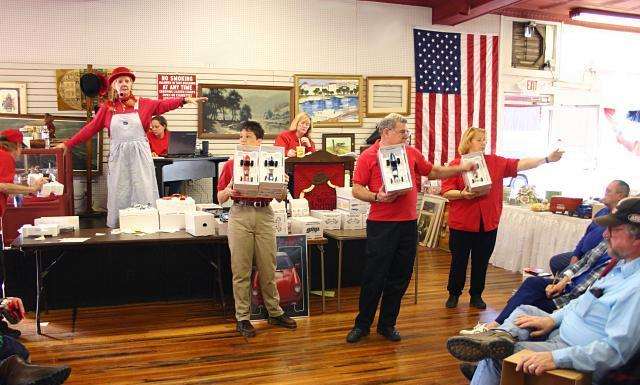
Een veilingmeester en haar assistenten zoeken in het publiek naar bieders

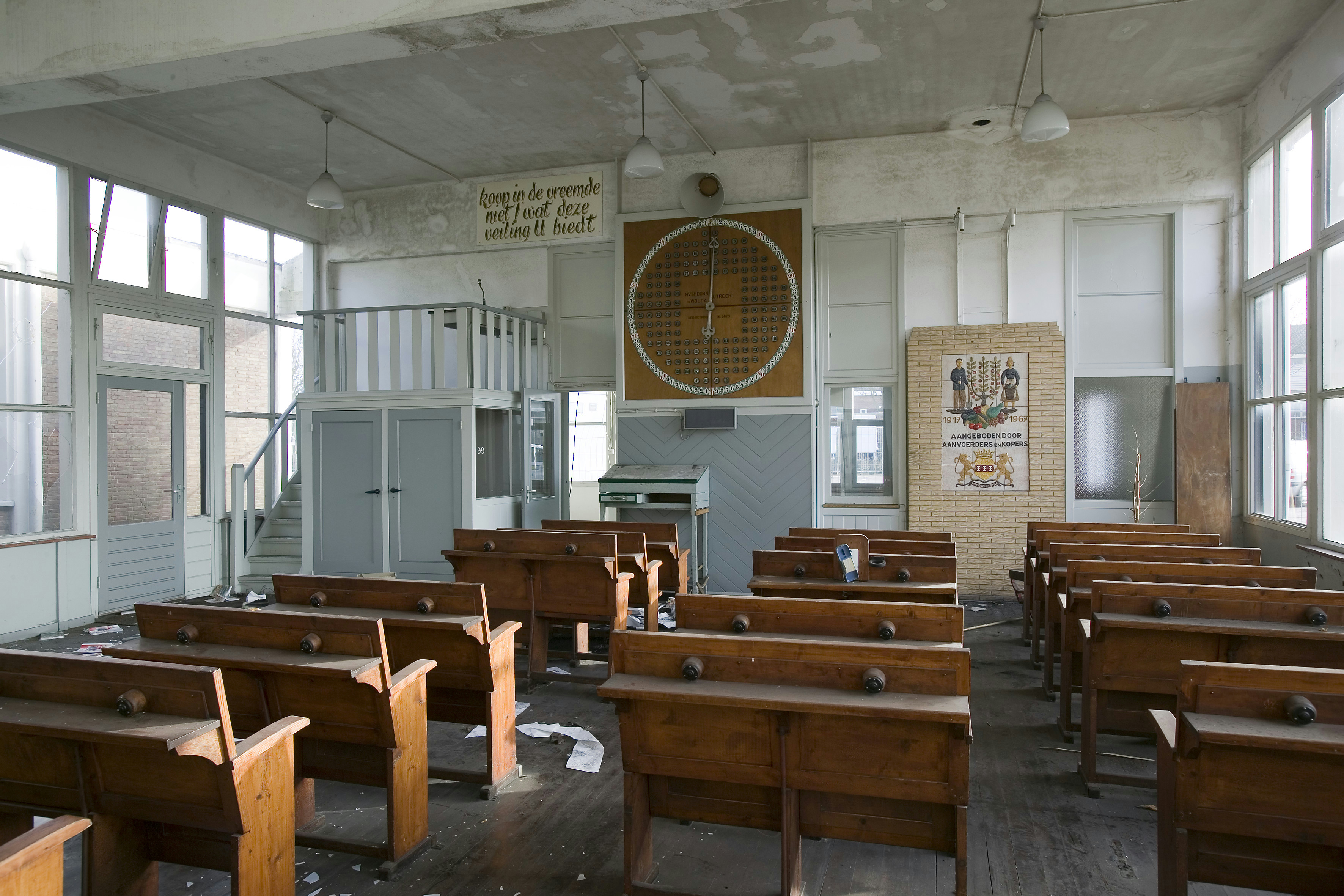
Voormalige fruitveiling Wijk bij Duurstede. Links van de veilingklok staat: Koop in de vreemde niet wat deze veiling U biedt

Een veiling is een markt waarbij één of meer objecten worden toegewezen aan bieders aan de hand van welgedefinieerde regels. Deze regels specificeren voor elke bieder welke objecten hij wint en hoeveel hij moet betalen, afhankelijk van zijn bod en de biedingen van andere bieders.

## Geschiedenis
Sinds de oudheid worden veilingen gebruikt voor het verkopen van een groot scala aan goederen. De eerste schriftelijke melding van een veiling wordt toegeschreven aan de oud-Griekse historicus Herodotus. Herodotus beschreef hoe in Babylon 500 jaar voor het begin van onze jaartelling huwbare vrouwen werden verkocht aan de hoogstbiedende man. Tegenwoordig worden veilingen onder andere gebruikt bij de verkoop van bederfelijke waar als vis, bloemen en groenten, duurzame goederen als kunst, huizen en wijn, en abstracte objecten als staatsobligaties, licenties voor UMTS en concessies voor openbaar vervoer.

## Veilingtypen

### Meerdere vragers

#### Veiling bij opbod
Ook wel Engelse veiling genoemd. De verkoper bepaalt een startprijs. De vragers bieden een hogere prijs en hebben steeds een beperkte tijd om te reageren op het laatste bod. Een executoriale verkoop van roerende zaken vindt in principe op deze wijze plaats. Een online veiling bij opbod heeft soms een vooraf bepaalde duur, bijvoorbeeld een aantal minuten, uren of dagen. Bij dit type veilingen wordt er vaak in de laatste seconden nog geboden zodat anderen niet meer kunnen overbieden. Dit wordt ook wel sniping genoemd Om dit fenomeen te verminderen wordt op sommige veilingsites de veiling automatisch verlengd na het laatste bod.

#### Veiling bij afslag

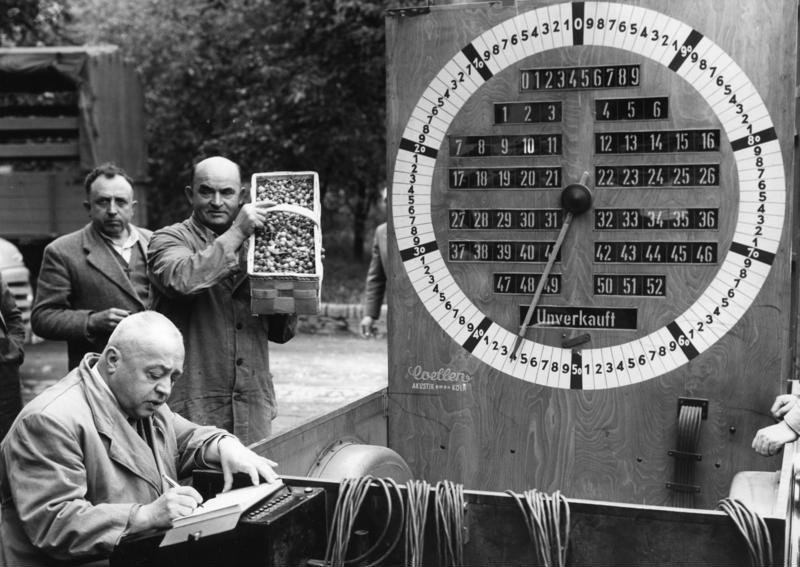
Kersenveiling aan de Moezel met veilingklok in Duitsland

Bij een veiling bij afslag bepaalt de verkoper een hoge startprijs en laat deze steeds zakken totdat iemand akkoord gaat. Meestal wordt hierbij gebruikgemaakt van een veilingklok. Onder meer bloemenveilingen en visafslagen werken op deze wijze. Wanneer de prijs onder een bepaalde waarde zakt wordt de klok stilgezet en komt er geen transactie tot stand. Men zegt dan ook wel dat de partij is "doorgedraaid". De hoogst haalbare prijs komt dan (in theorie) tot stand omdat de bieder die het meeste geld voor de partij of het artikel over heeft, ook het eerste biedt.

#### Veiling bij opbod en afslag
De gang van zaken bij executieveilingen van onroerende zaken gaat in twee rondes: 

De afslager/veilingmeester begint met een laag bod of hij vraagt om een startbod. Vervolgens wordt er met meestal een vast bedrag opgeboden totdat er niet hoger wordt geboden. Dat bedrag wordt de inzet genoemd. Degene die het hoogst heeft geboden, heeft recht op een premie, de plokpenningen, ook wel strijkgeld genoemd. 

Vervolgens vindt de afslag plaats. De veilingmeester bepaalt nu een aanmerkelijk hogere prijs dan de inzet en laat deze steeds zakken totdat iemand "MIJN" roept, dat is dan de koper.

In sommige regio's in Nederland wordt het afgemijnde bedrag boven op de inzet geteld en vormen die bedragen samen de koopsom. Andere regio's hanteren het systeem dat alleen het afgemijnde bedrag de koopsom is.
Wordt er niet afgemijnd, dat wil zeggen dat het bedrag van de inzet wordt bereikt, dan is degene die bij de inzet het hoogste heeft geboden, de koper.
Het is echter nog niet zeker of de koper het geveilde object daadwerkelijk geleverd krijgt want de executant (de schuldeiser die de veiling heeft laten starten) heeft het recht van beraad, hij mag nadenken of hij de gerealiseerde verkoopprijs hoog genoeg vindt. Indien de executant akkoord gaat, gunt hij het en kan de onroerende zaak aan de koper geleverd worden. 

Meestal vinden inzet en afslag direct na elkaar plaats, in sommige regio's vindt de afslag pas enkele weken plaats na de inzet. Nederlands oudste en eerste onroerendgoedveiling, de MVA, bevindt zich in Amsterdam en is nog steeds actief.

#### Gesloten veiling
Bij inschrijving: Binnen een bepaalde tijd brengen de vragers een bod uit op het product. De vragers weten niet van elkaar wat ze bieden. Het hoogste bod wint.

#### Tweede prijs gesloten bod
Ook wel Vickreyveiling genoemd naar de Canadese econoom William Vickrey. Deze veiling is identiek aan de gesloten veiling, behalve dat de winnaar het tweede hoogste bod betaalt in plaats van zijn eigen bod. Deze veiling lijkt veel op de "proxyveiling" die bijvoorbeeld eBay toepast. De Vickreyveiling geeft bij risico-neutrale bieders dezelfde uitkomst als de Engelse veiling.

#### Amerikaanse verkoop
Een Amerikaanse verkoop of Amerikaanse veiling, is een veiling bij opbod waarbij elke bieder onmiddellijk het bedrag betaalt waarmee hij de geboden prijs verhoogt. De veiling eindigt op een moment dat de deelnemers niet kunnen voorspellen of wanneer er niet meer geboden wordt. Wie het laatste bod uitbracht, wint het product. Bij een Amerikaanse verkoop kan dus ook iemand die weinig geld heeft een winnend bod plaatsen. Feitelijk heeft een Amerikaanse verkoop veel van een loterij en wordt deze vooral gebruikt bij acties voor goede doelen. Op deze manier kunnen buitengewoon hoge prijzen bereikt worden, omdat voor de deelnemers het goede doel voorop staat. De Amerikaanse veiling wordt ook wel gebruikt om kunstwerken aan de man te brengen. In dat geval kan er ook een minimumprijs gelden: wordt die niet gehaald, houdt de kunstenaar het werk en hoeven de bieders niets te betalen.

#### Centveiling
Deelnemers kopen bij de organisator van de veiling "biedpunten" om te kunnen bieden, bijvoorbeeld voor een euro per biedpunt. Elk bod kost een biedpunt. Het openingsbod is slechts één cent en met elk bod wordt de biedprijs verhoogd met één cent. Na elk bod is er een termijn waarbinnen nog een hoger bod kan worden uitgebracht. De laatste bieder wint het product als de veilingtijd afloopt. De prijs in centen blijft vaak ver onder de waarde van het product, wat voor de bieders aantrekkelijk is. Nadeel is dat de bieder door de biedpunten ook aanzienlijke kosten heeft als hij uiteindelijk niet wint. Doordat voor bieders de kosten een grotere rol gaan spelen dan de geboden prijs en een bieder niet weet wie er verder aan de veiling meedoen, heeft een bieder geen overwegende invloed op de uitkomst van de veiling. De Kansspelautoriteit beschouwt een centveiling daarom als een kansspel.

#### Laagste unieke bod
Deelnemers betalen inschrijfgeld om deel te mogen nemen aan de veiling, meestal door een deelnameformulier te kopen of door een sms te versturen. Het geveilde item wordt toegekend aan de bieder met het laagste unieke bod. De opbrengst voor de verkopende partij bestaat uit het inschrijfgeld dat door alle deelnemers samen betaald is, plus het laagste unieke bod.

### Meerdere aanbieders
Bovenstaande opties kunnen omgekeerd worden als er één vrager en meerdere aanbieders zijn. Dit is een inkoopveiling.

### Meerdere aanbieders en vragers
Indien er zowel meerdere aanbieders als meerdere vragers zijn spreekt men van een beurs. Het tot stand komen van een openingskoers is in feite ook een veiling. Grote fondsen op de effectenbeurs hebben daarna een doorlopende notering; bij kleine fondsen worden vraag en aanbod geconcentreerd in één tijdsmoment, en spreekt men van een veiling. Als de handel op enig moment wordt onderbroken, dan is de eerstvolgende koers weer het resultaat van een veiling.

## Bekende veilingen
Veilinghuizen onder andere van kunstvoorwerpen
- Christie's
- Sotheby's

Veilingen in land- en tuinbouw
- Bloemenveiling FloraHolland
- Groenteveiling The Greenery
- Groente- en fruitveiling BelOrta
- Plantion

### Soorten veilingen
- Bloemenveiling
- Boekenveiling
- Eiermijn
- Executoriale verkoop
- Fruitveiling
- Groenteveiling
- Huizenveiling
- Online veiling
- Spectrumveiling
- Visafslag – Vismijn

Soms is een veiling voor een goed doel. Iemand stelt daarvoor iets gratis beschikbaar. Daarbij heeft zowel die persoon als de bieders (en uiteindelijk natuurlijk vooral de daadwerkelijke koper) het idee goed te doen.